# Beltraniella odinae
Beltraniella odinae är en svampart som beskrevs av Subram. 1952. Beltraniella odinae ingår i släktet Beltraniella och familjen Hyponectriaceae.   Inga underarter finns listade i Catalogue of Life.